# إباوميريم
إباوميريم بلدية في ولاية سيارا في المنطقة الشمالية الشرقية من البرازيل.